# 열대야 (2018년 영화)
"열대야"는 김헌감독이 만든 "어느 여름날 밤에" 이후  2018년에 이상우필름이 제작한 대한민국의 영화이다. 태국 파타야와 좀티엔에서 촬영을 했다. 서울국제프라이드 영화제에서 관객상을 수상했다. 

## 캐스팅
- 박현수 : 박재희 역
- 칸 : 김민기 역
- 이근주 : 이태경 역
- 최홍준 : 김민훈 역

## 같이 보기
- 2018년 대한민국의 영화 목록